# Kwesi Yankah
Kwesi Yankah est un universitaire, auteur et administrateur universitaire ghanéen. Il est professeur de linguistique et de littérature orale spécialisé en ethnographie des communications. Il a été vice-chancelier de l'Université du Ghana et président de l'Université centrale du Ghana (en). Auteur de plusieurs ouvrages, il est nommé membre de l’Académie des arts et des sciences du Ghana en 1999. Il est actuellement ministre d’État ghanéen chargé de l’enseignement supérieur. 

## Éducation et vie professionnelle
Sa thèse de doctorat lui a valu le prix Esther Kinsley pour « thèse de doctorat exceptionnelle » à l'Université de l'Indiana, aux États-Unis. Il passe la majeure partie de sa vie professionnelle dans le milieu universitaire et donne des conférences à l’Université du Ghana. Il occupe plusieurs postes à l'université, où il est doyen des étudiants de l'université ainsi que doyen de la Faculté des Arts et chef du département de linguistique. Son dernier poste à l’université est celui de vice-chancelier aux affaires académiques et étudiantes. En septembre 2011, il succède au professeur Victor Gadzekpo (en) à la présidence de l'Université centrale du Ghana (en). Sa nomination coïncide avec la nomination du révérend professeur Addow Obeng (en) au poste de vice-chancelier de l'Université centrale. Kwesi Yankah est président de l'université jusqu'en mars 2017, date à laquelle il est nommé ministre d'État.
Au cours de sa vie professionnelle, il contribue également à plusieurs journaux, parmi lesquels The Mirror et Catholic Standard (en). Il est l'auteur de nombreux ouvrages, dont Speaking for the Chief: Okyeame and the Politics of Royal Oratory,.

## Activités et engagements
Kwesi Yankah est conseiller externe principal au Centre de recherche sur les stratégies locales de l'Université de Washington et membre du groupe de travail sur les politiques du Centre de recherche et d'archives présidentielles africaines de l'Université de Boston. En 1999, il est élu membre de l'Académie ghanéenne des arts et des sciences à Accra. Il occupe le poste de secrétaire honoraire de l'académie pendant trois ans à partir de 2003.

## Prix et distinctions
En juillet 2016, Kwesi Yankah est honoré lors du Sommet de l'Afrique 2016 pour sa contribution à l'éducation au Ghana et sa contribution au développement de l'Afrique.

## Ministre d'État
En mars 2017, le président du Ghana, Nana Akufo-Addo, le nomme ministre d'État chargé de l'enseignement supérieur,,. Yankah a comparu devant la commission des nominations du Parlement le 27 mars 2017. Lors de son enquête, il indique clairement qu'il n'est pas seulement un sympathisant du Nouveau Parti patriotique, mais qu'il en est depuis des années un membre inscrit. Il déclare au comité que s'il est confirmé, il introduirait de nouveaux cours dans les universités publiques, car la plupart de leurs programmes devenaient obsolètes. Il s’engage à garantir que les universités restent fidèles à leur mandat principal d’échange de connaissances plutôt qu’au nouveau paradigme qui cherche à s’engager activement dans des entreprises génératrices de revenus.
Kwesi Yankah est approuvé par le Parlement du Ghana et prête serment en avril 2017. Il participe activement à la planification et à la mise en œuvre de la politique de gratuité des écoles secondaires (en) de l'administration Akufo-Addo. Il est crédité pour les paroles de la chanson titre de la politique gouvernementale de SHS gratuit,,.

## Vie personnelle
Kwesi Yankah est marié et père de trois enfants. Il est le frère de Kojo Yankah (en), qui est député et ministre sous le gouvernement du NDC de Jerry Rawlings,. Kwesi Yankah est membre de l'Église catholique du Ghana (en).